# Керріт Браун
Керріт Браун  (англ. Kerrith Brown, 11 липня 1962) — британський дзюдоїст, олімпійський медаліст.

## Виступи на Олімпіадах
| Олімпіада         | Дисципліна      | Місце  |
| ----------------- | --------------- | ------ |
| Лос-Анджелес 1984 | легка категорія | =3     |
| Сеул 1988         | легка категорія | участь |